# Gernot Grabher
Gernot Grabher (né le 13 avril 1960 à Dornbirn, Autriche) est un géographe économique et professeur d'études économiques urbaines et régionales à l'université HafenCity de Hambourg.

## Biographie
Il obtient son doctorat en 1987 à l'Université de technologie de Vienne et occupe des postes au Wissenschaftszentrum Berlin (WZB), au King's College de Londres, à l'Université de Constance et à l'Université de Bonn. Grabher est professeur invité à l'Université Columbia, à la Copenhagen Business School, au Santa Fe Institute, à l'Université Cornell et à l'Institute of Advanced Study in the Behavioral Sciences. Entre 2007 et 2011, il est co-éditeur de la revue scientifique Economic Geography. Actuellement, il est coéditeur de la série de livres Régions et villes de la Regional Studies Association.
Gernot Grabher est reconnu internationalement pour ses recherches sur les géographies et les temporalités de l'innovation et du déclin, le rôle des réseaux dans le développement régional et les transformations post-socialistes, les interdépendances de l'organisation temporaire et permanente dans les écologies de projet et la gouvernance des villes.

## Publications
- Grabher, G., Ibert, O., & Flohr, S. (2008). The neglected king: The customer in the new knowledge ecology of innovation. Economic geography, 84(3), 253-280.
- Grabher, G. (2006). Trading routes, bypasses, and risky intersections: mapping the travels ofnetworks' between economic sociology and economic geography. Progress in human geography, 30(2), 163-189.
- Grabher, G. (2004). Temporary architectures of learning: Knowledge governance in project ecologies. Organization studies, 25(9), 1491-1514.
- Grabher, G., & Powell, W. W. (2004). Critical Studies of Economic Institutions: Networks.
- Grabher, G., & Stark, D. (1997). Organizing Diversity: Evolutionary Theory, Network Analysis and Postsocialism. Regional Studies, 31(5), 533–544. https://doi.org/10.1080/00343409750132315
- (with D. Stark), Restructuring Networks in Post-Socialism: Legacies, Linkages, and Localities. Oxford: Oxford University Press, 1997.
- Grabher, G. (1993). The weakness of strong ties: the lock-in of regional development in the Ruhr Area. The Embedded Firm: On the Socioeconomics of Industrial Networks/Routledge.